# آدم فيشر
آدم فيشر (بالمجرية: Fischer Ádám)‏ هو موزع وموسيقي مجري، ولد في 9 سبتمبر 1949 في بودابست في المجر.

## وصلات خارجية
- آدم فيشر على موقع IMDb (الإنجليزية)
- آدم فيشر على موقع مونزينجر (الألمانية)
- آدم فيشر على موقع ميوزك برينز (الإنجليزية)
- آدم فيشر على موقع أول موفي (الإنجليزية)
- آدم فيشر على موقع أول ميوزيك (الإنجليزية)
- آدم فيشر على موقع ديسكوغز (الإنجليزية)
- آدم فيشر على موقع كينوبويسك (الروسية)